# Beatriz Castillo
Beatriz Castillo (Beatriz Castillo Phillippón; * 17. Februar 1954 in Santiago de Cuba) ist eine ehemalige kubanische Sprinterin, die sich auf den 400-Meter-Lauf spezialisiert hatte.
In der 4-mal-400-Meter-Staffel gewann sie bei den Panamerikanischen Spielen 1971 in Cali Silber und schied bei den Olympischen Spielen 1972 in München im Vorlauf aus.
Über 400 m siegte sie 1977 bei den Leichtathletik-Zentralamerika- und Karibikmeisterschaften und gewann Bronze bei der Universiade. 1978 holte sie Silber bei den  Zentralamerika- und Karibikspielen mit ihrer persönlichen Bestzeit von 51,27 s.